# Калижнюк, Семён Константинович
Семён Константинович Калижнюк — советский хозяйственный, государственный и политический деятель.

## Биография
Родился в 1900 году в селе Бочаница. Член КПСС с 1921 года.
Участник Гражданской войны, участвовал в боях против белополяков, Врангеля, на туркестанском фронте, в разгроме банд Махно, помощник комиссара, комиссар 2-го отдельного отряда Туркестанского фронта.
Образование высшее (окончил Ленинградский военно-политический институт имени Толмачева)
Участник Великой Отечественной войны.
С 1927 года — на хозяйственной, общественной и политической работе.
- В 1927—1931 гг. — помощник начальника управления строительством, изысканий и проектирования Средазводхоза в г. Ташкенте, начальник Ферганской проектно-изыскательной партии и помощник начальника Янгиарыкстроя, начальник строительства Савойского канала, начальник строительства Дальверзинского канала.[1]
- В 1931—1941 гг. — заместитель начальника управления Вахшстроя, начальник экскаваторного треста Наркомзема СССР, старший инспектор при наркоме земледелия СССР, заместитель начальника, начальником строительства Каттакурганского водохранилища в Узбекской ССР.[1]
- В 1942—1946 гг. — заместитель начальника строительства Северного Ташкентского канала, начальник строительства каскада Нижне-Бозсуйских гидроэлектростанций.[1]
- В 1946—1950 гг. — начальник строительства Краснополянской ГЭС в Краснодарском крае, начальник строительства Ангарагэсстроя.[1]
- В 1950—1961 гг. — начальник строительства Главного Туркменского канала, управляющий трестом «Туркменгидрострой», начальник строительства Каракумского канала.[1]

C 1961 гг. — начальник Управления строительства Нурекской ГЭС «Нуректаджикгидрострой».
Избирался депутатом Верховного Совета Туркменской ССР 3-5-го созыва.
За сооружение Каракумского канала имени В. И. Ленина в Туркменской ССР был в составе коллектива удостоен Ленинской премии 1965 года.
Умер в 1964 году.